# Agneta Pleijel

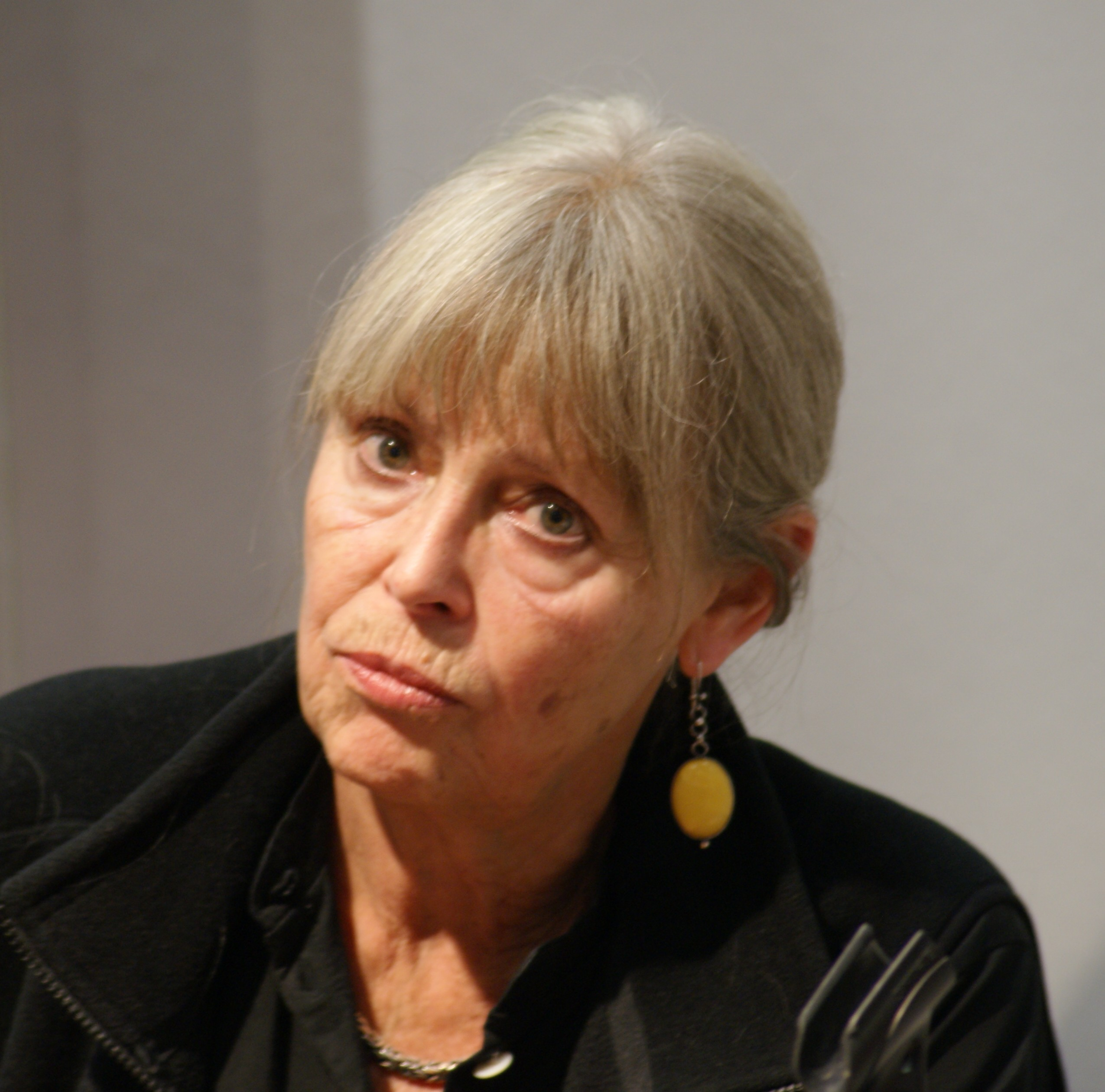
Agneta Pleijel (2011)

Agneta Christina Pleijel Bielawska (* 26. Februar 1940 in Stockholm, Schweden) ist eine schwedische Schriftstellerin, Dramatikerin und Journalistin.

## Leben
Agneta Pleijel ist die Tochter des Mathematikers Åke und der Schriftstellerin und Musikerin Sonja Pleijel. Ihre Schwester ist die Fernsehproduzentin Sonja Pleijel. Sie wuchs in Lund und den Vereinigten Staaten auf. An der Universität Göteborg studierte Pleijel Ethnographie, Literaturgeschichte und Philosophie. Nachdem sie von 1968 bis 1972 in der Kulturredaktion der Boulevardzeitung Aftonbladet gearbeitet hatte, wurde Pleijel 1973 Literaturkritikerin. Nach ihrer Tätigkeit als Redakteurin bei der Kulturzeitschrift Ord&Bild von 1972 bis 1975 kehrte sie 1975 zu Aftonbladet zurück, wo sie schließlich vier Jahre lang Leiterin der Kulturredaktion war.
Bereits 1970 debütierte Pleijel, gemeinsam mit dem Historiker und Schriftsteller Ronny Ambjörnsson, mit dem Theaterstück Ordning härskar i Berlin als Dramatikerin. Mit dem Gedichtband Änglar, Dvärgar debütierte sie 1981 als Poetin und für ihren semibiographischen Debütroman Vindspejare wurde sie 1987 mit dem Esselte-priset und dem Stora romanpriset ausgezeichnet. Die Geschichte über eine Familie, die sich über fünf Generationen erstreckt und familiäre Wurzeln in Schweden, den Niederlanden und Ostindien hat, wurde 1992 nach einer Übersetzung von Hans-Joachim Maass unter dem deutschen Titel Der Weg des Windes beim Piper Verlag veröffentlicht.
Seit 1998 ist Pleijel ständiges Mitglied der schwedischen Literaturakademie Samfundet De Nio, wo sie den sechsten Sitz innehält. Zur selben Zeit wurde sie für zwei Jahre zur Präsidentin des schwedischen Ablegers P.E.N. gewählt.
Seit 1982 ist Pleijel mit dem Kulturjournalisten Maciej Zaremba verheiratet. Agneta Pleijels Tochter, 1970 geboren, ist die ehemalige Schauspielerin Lina Pleijel.

## Werke (Auswahl)
Romane
- Vindspejare (1987)

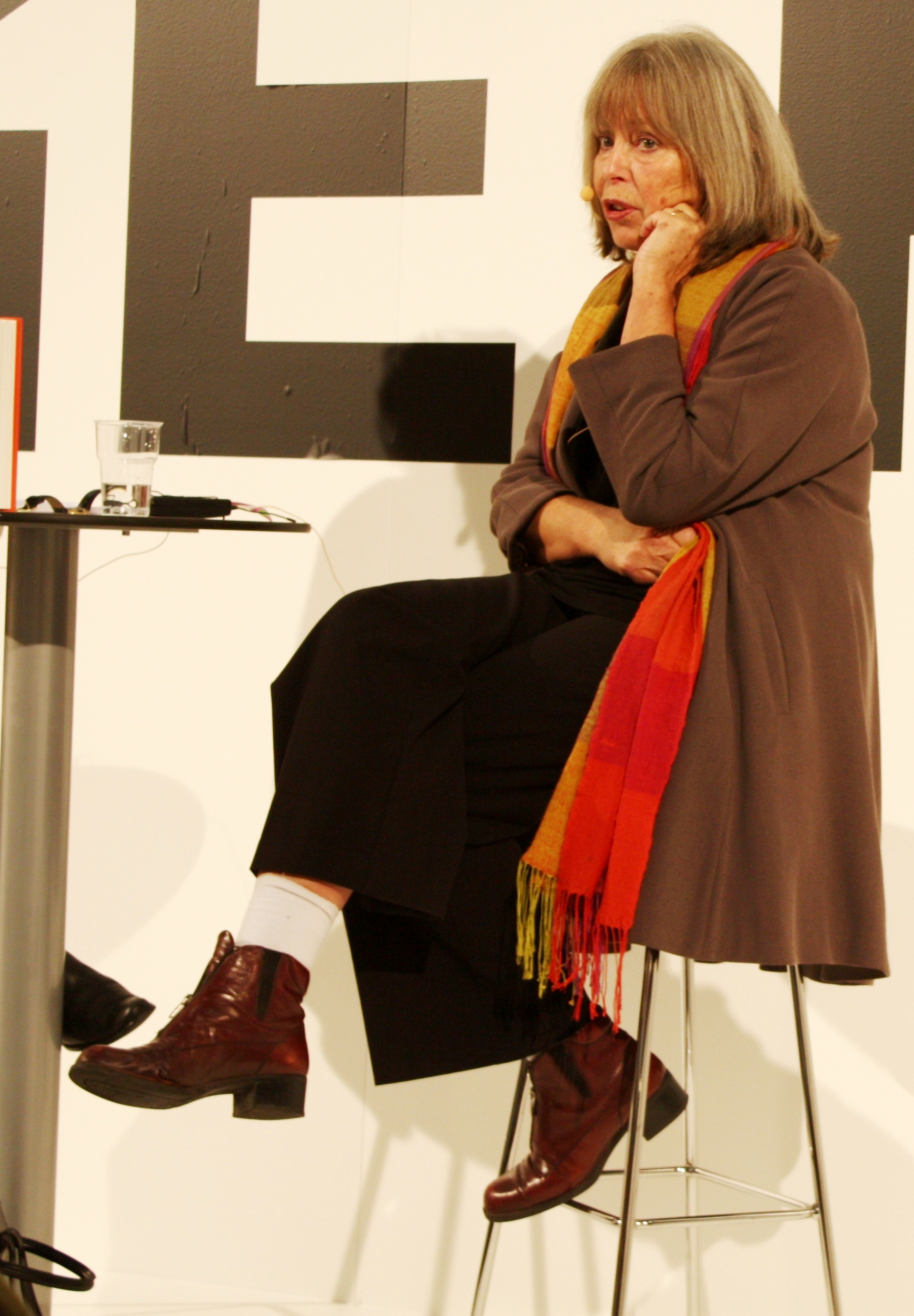
Agneta Pleijel (2009)

  - Der Weg des Windes, München 1992, Piper Verlag, ISBN 3-492-03415-2
- Hundstjärnan (1989)
- Fungi (1993)
- En vinter i Stockholm (1997)
- Lord Nevermore (2000)
  - Lord Nevermore, München 2003, Piper Verlag, ISBN 3-492-04324-0
- Drottningens chirurg (2006)
- Kungens komediant (2007)
- Syster och bror (2009)

Theaterstücke
- Ordning härskar i Berlin (1970)
- Kollontaj (1979)
- Sommarkvällar på jorden (1983)
- Standard Selection (2000)
- Vid floden (2003)

Gedichte
- Änglar, Dvärgar (1981)
- Ögon ur en dröm (1984)
- Mostrarna och andra dikter (2004)

Drehbücher
- 1983: Ein Berg auf der Rückseite des Mondes (Berget på månens baksida)
- 1987: Undanflykten
- 1991: Guldburen
- 1999: Gertrud

## Auszeichnungen (Auswahl)
- 1987: Esselte-priset für „Vindspejare“
- 1988: stora romanpris für „Vindspejare“
- 1993: Svenska Dagbladets litteraturpris
- 1997: Gleerups litterära pris
- 1999: Övralidspriset
- 2000: Gerard-Bonnier-Preis
- 2000: Siripriset
- 2001: Aniara-Preis
- 2001: Romanpreis des Schwedischen Radios für „Lord Nevermore“
- 2001: Selma-Lagerlöf-Preis
- 2012: Kellgren-Preis
- 2017: Großer Preis des Samfundet De Nio
- 2018: Nordischer Preis der Schwedischen Akademie